# Yesugei

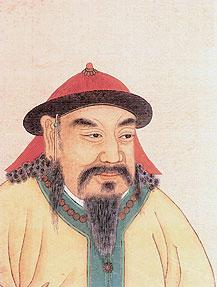
Yesugei

Yesügei, eller Yesüchej, även Jessughei, var far till Temüdjin (Djingis Khan) som han fick tillsammans med sin hustru Oelun-Eke. Hans andra hustru var Gong-Fi. Han var en framträdande person i klanen borjiginerna som var en av de största klanerna i Mongoliet i mitten av 1100-talet. Han var son till Bartan Baghatur och sonson till Kabul khan, en tidigare ledare för Khamagmongolerna norr om Kina. Jessughei dog när Temudjin var tolv år, vilket gjorde att Temüdjin och hans familj blev utstött av stammen.